# Putnam megye (Georgia)
Putnam megye az Amerikai Egyesült Államokban, azon belül Georgia államban található. Megyeszékhelye és legnagyobb városa Eatonton. Lakosainak száma 22 047 fő (2020. április 1.). Putnam megye Morgan, Baldwin, Jasper, Jones, Greene és Hancock megyékkel határos.

## Népesség
A megye népességének változása:
| Lakosok száma | 21 210 | 21 260 | 21 184 | 21 371 | 21 353 | 22 047 |
|               | 2010   | 2011   | 2012   | 2013   | 2015   | 2020   |